# Телчиці
Телчиці (словен. Telčice) — поселення в общині Севниця, Споднєпосавський регіон, Словенія. Висота над рівнем моря: 255,4 м.